# 瓦曼喬克山
13°15′25″S 72°0′42″W / 13.25694°S 72.01167°W
瓦曼喬克山（Huamanchoque），是秘魯的山峰，位於該國東南部庫斯科大區，處於坎查坎查卡薩山以南，屬於安第斯山脈中烏魯潘帕山脈的一部分，海拔高度5,156米。